# ایر آلزی
ایر آلزی (به انگلیسی: Air Alsie) یک شرکت هواپیمایی با کد یاتا 6I است که در تاریخ ۱۹۸۹ میلادی تأسیس شده است.
دفتر مرکزی ایر آلزی در دانمارک واقع شده‌است و قطب این شرکت هواپیمایی در فرودگاه سوندربورگ قرار دارد.

## ناوگان هوایی

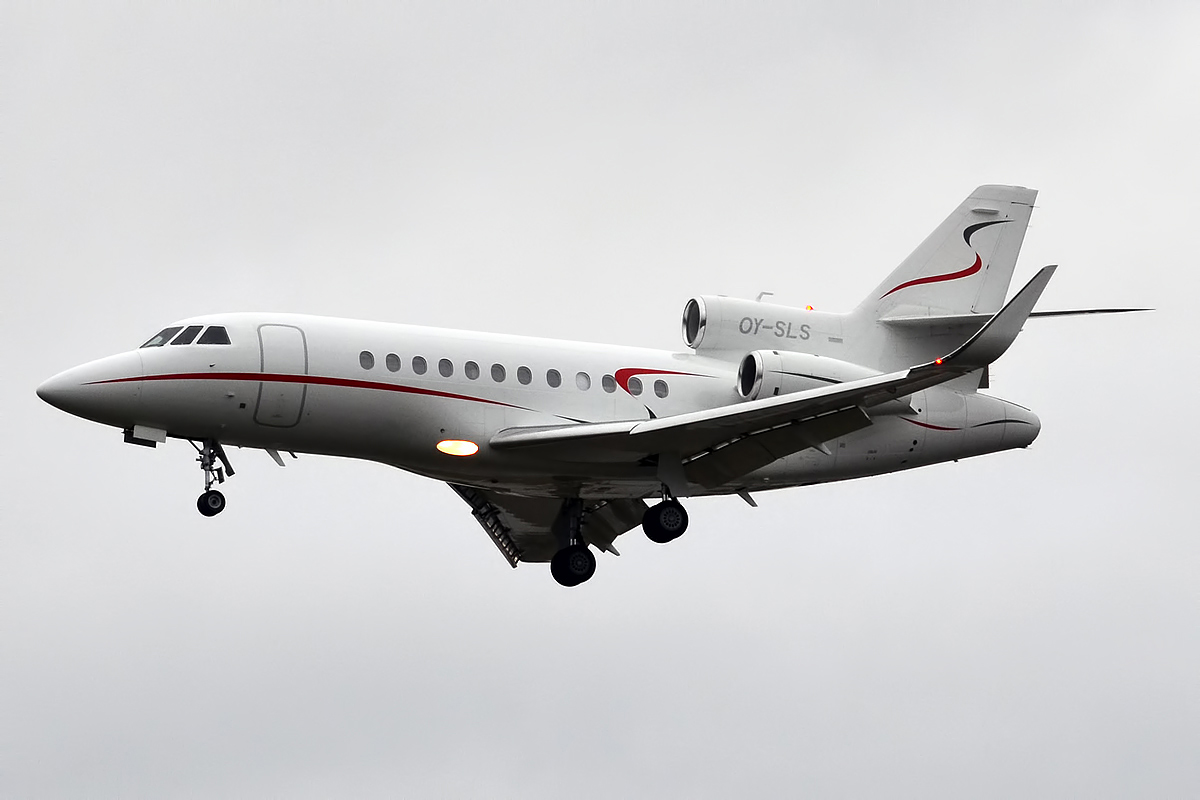
یک فروند داسو فالکون ۹۰۰ ایر آلزی.

ناوگان هوایی ایر آلزی به‌شرح زیر است: